# Jean-François Houle
Pour les articles homonymes, voir Houle (homonymie).
Jean-François Houle (né le 14 janvier 1975 dans la ville de Québec, dans la province de Québec au Canada) est un joueur professionnel canadien de hockey sur glace.

## Carrière de joueur
Fils de Réjean Houle, il fut sélectionné lui aussi par les Canadiens de Montréal de la Ligue nationale de hockey alors qu'il évoluait dans une école secondaire américaine. Il est né dans la ville de Québec alors que son père évoluait avec les défunts Nordiques de Québec dans l'Association mondiale de hockey.
Après le repêchage, il décida de rejoindre les Golden Knights de Clarkson. Il y jouera quatre saisons, remportant deux titres de la Eastern College Athletic Conference (1995, 1997). En 1997-1998, il rejoint finalement l'organisation montréalaise mais ne parvint pas à jouer une partie avec le grand club. Il joua jusqu'en 2002 dans la East Coast Hockey League. Depuis 2003, il seconde l'entraîneur-chef George Roll de l'Université Clarkson à titre d'entraîneur-adjoint. Le 20 juillet 2021, il devient l'entraineur chef du Rocket de Laval. 

## Statistiques
| Saison    | Équipe                       | Ligue |    | Saison régulière | Saison régulière | Saison régulière | Saison régulière | Saison régulière |   | Séries éliminatoires | Séries éliminatoires | Séries éliminatoires | Séries éliminatoires | Séries éliminatoires |
| Saison    | Équipe                       | Ligue | PJ | B                | A                | Pts              | Pun              | PJ               | B | A                    | Pts                  | Pun                  |                      |                      |
| 1993-1994 | Golden Knights de Clarkson   | NCAA  | 34 | 6                | 19               | 25               | 18               | -                | - | -                    | -                    | -                    |                      |                      |
| 1994-1995 | Golden Knights de Clarkson   | NCAA  | 34 | 8                | 11               | 19               | 42               | -                | - | -                    | -                    | -                    |                      |                      |
| 1995-1996 | Golden Knights de Clarkson   | NCAA  | 38 | 14               | 14               | 28               | 46               | -                | - | -                    | -                    | -                    |                      |                      |
| 1996-1997 | Golden Knights de Clarkson   | NCAA  | 37 | 21               | 37               | 58               | 40               | -                | - | -                    | -                    | -                    |                      |                      |
| 1997-1998 | Brass de la Nouvelle-Orléans | ECHL  | 53 | 25               | 37               | 62               | 119              | 4                | 1 | 1                    | 2                    | 16                   |                      |                      |
| 1997-1998 | Canadiens de Fredericton     | LAH   | 7  | 1                | 0                | 1                | 8                | -                | - | -                    | -                    | -                    |                      |                      |
| 1998-1999 | Canadiens de Fredericton     | LAH   | 62 | 7                | 22               | 29               | 101              | 12               | 1 | 7                    | 8                    | 10                   |                      |                      |
| 1999-2000 | Tiger Sharks de Tallahassee  | ECHL  | 55 | 18               | 30               | 48               | 71               | -                | - | -                    | -                    | -                    |                      |                      |
| 1999-2000 | Mighty Ducks de Cincinnati   | LAH   | 3  | 0                | 0                | 0                | 2                | -                | - | -                    | -                    | -                    |                      |                      |
| 2000-2001 | Tiger Sharks de Tallahassee  | ECHL  | 56 | 12               | 34               | 46               | 92               | -                | - | -                    | -                    | -                    |                      |                      |
| 2001-2002 | Brass de la Nouvelle-Orléans | ECHL  | 52 | 21               | 25               | 46               | 106              | 1                | 0 | 0                    | 0                    | 0                    |                      |                      |

## Trophées et honneurs personnels
- Eastern College Athletic Conference
  - 1995 et 1997 : remporta le championnat avec les Golden Knights de Clarkson.
- Ligue de hockey junior majeur du Québec
  - 2011-2012 : trophée Ron-Lapointe remis à l'entraîneur de l'année dans la LHJMQ (Armada de Blainville-Boisbriand)

## Parenté dans le sport
- Fils du joueur Réjean Houle[3].